# Sesso, bugie e selfie
Sesso, bugie e selfie (Jodi Arias: Dirty Little Secret) è un film statunitense del 2013 diretto da Jace Alexander, interamente dedicato all'assassinio di Travis Alexander, ucciso il 4 giugno 2008 a Mesa, in Arizona.

## Trama
Jodi Arias, seducente aspirante fotografa di ventotto anni, è accusata di essere la colpevole del brutale omicidio dell'ex fidanzato Travis Alexander, ritrovato nudo nel bagno del suo appartamento con la gola tagliata, trafitto da ventisette coltellate e, infine, colpito da un proiettile in testa. La polizia ritrova alcune immagini nella macchina fotografica di Travis e di conseguenza crede che Jodi abbia agito d'istinto dopo aver scoperto che il ragazzo la tradiva. Tuttavia la ragazza continua a professarsi innocente, sostenendo di avere agito per legittima difesa.

## Accoglienza

### Critica
Il film ha ricevuto sia giudizi positivi che negativi. In particolare su Metacritic ha ricevuto un punteggio di 52 su 100. Randy Cordova di The Arizona Republic ha espresso un giudizio positivo, nonostante il film sia stato prodotto a soli cinque anni di distanza dall'assassinio di Travis Alexander.